# 아키히토
아키히토(일본어: 明仁, 1933년 12월 23일 ~ )는 일본의 제125대 천황(재위 : 1989년 1월 7일 ~ 2019년 4월 30일)으로 쇼와 천황과 고준 황후의 장남이다. 현 일본 천황 나루히토의 부군이다.
1952년 황태자에 책봉되었고, 1989년 부황인 쇼와 천황이 서거하자 즉위하였다. 재위 중에 연호는 헤이세이(일본어: 平成)이다. 2019년 건강 악화 및 고령을 이유로 나루히토 황태자에게 선위하고 상황(上皇)이 되었다.

## 생애

### 출생
1933년 12월 23일 오전 6시 39분, 도쿄부 도쿄시 고지마치구 고쿄(皇居)에서 천황 히로히토와 황후 구니노미야 나가코의 2남 5녀 중 장남이자 다섯째 자녀로 출생하였다. 어릴 적 칭호는 쓰구노미야(일본어: 継宮)이다.
1936년, 황실의 전통적 관습에 근거하여 부모와 떨어져 아카사카 이궁의 영빈관에서 홀로 유년 시절을 보냈으며, 1940년 가쿠슈인 초등과에 입학했다.
제2차 세계 대전이 심화되면서 1944년 11월, 미군에 의한 도쿄 공습이 시작되자 동생 히타치노미야 마사히토 친왕과 함께 도쿄를 떠나 도치기현 닛코시의 다모자와 황실 별저에서 칩거했다.
1949년 가쿠슈인 고등과에 입학한 후 미국인 가정교사 엘리자베스 바이닝 부인의 특별 지도를 엄격하게 받았으며, 1952년 일본 가쿠슈인 대학에 진학하여 정치학을 공부하였으나 학위를 끝마치지 못하였다. 어류 분류학에 관심이 많아 수십편의 논문을 일본 국내 및 국제 학술지에 발표하였다.

### 황태자 시절
1952년 11월 10일, 입태자례(立太子礼)를 치르고 황태자가 되었으며, 1953년 영국 엘리자베스 2세의 대관식에 참석하면서 본격적인 해외 공무에 나섰다.
1957년 8월, 나가노현의 가루이자와로 피서를 떠났다가 테니스 대회에서 만난 닛신 제분(日清製粉)의 창업주인 쇼다 테이이치로의 손녀 쇼다 미치코(正田美智子)를 만나 교제를 시작하였다.
1959년 4월 10일, 쇼다 미치코와 혼인하였다. 미치코는 메이지 시대 이후 처음으로 귀족이 아닌 평민 출신의 황태자비였기 때문에 일본에서 '미치 붐'(ミッチー・ブーム)이라 불리는 국민적 신드롬을 일으켰다.
미치코와의 사이에서 나루히토 친왕, 후미히토 친왕, 사야코 내친왕 등 2남 1녀를 낳았다.
1960년 9월, 미일수호통상조약 100주년을 맞아 황태자비 미치코와 미국을 국빈 방문하여 아이젠하워 대통령 부부와 만찬회에 참석하였다.
1975년 아내 미치코와 함께 오키나와를 방문했다. 이 때 화염병 테러 미수사건으로 아찔한 순간을 겪었으나 의연히 대처하였다.

### 천황 즉위
1989년 1월 7일, 아버지 쇼와 천황의 서거로 뒤를 이어 일본의 제125대 천황에 즉위하였고, 1월 8일 오전 0시부로 새로운 연호인 헤이세이가 적용되었다.
황태자 시절 야스쿠니 신사를 다섯번 방문하여 참배하였으나, 즉위 이후 단 한번도 방문하지 않았다.
1992년, 역대 천황 중 처음으로 중국을 방문하였다. 1993년에는 오키나와를 방문하여 오키나와 전투 중 학살된 오키나와 주민들을 위해 세워진 위령비에 참배하였다.
1995년, 도쿄, 히로시마, 나가사키, 오키나와의 전쟁기념관을 방문하였다.
2000년 6월에는 어머니 고준 황후가 사망하였다.
2005년 6월 28일부터 7월 9일까지 미치코 황후와 함께 미국령 사이판섬을 방문하였다. 사이판은 태평양 전쟁의 격전지로 사이판 전투가 벌어진 곳으로, 천황 부부는 이곳에서 숨진 일본인 뿐만아니라 미군과 한국인 노동자를 추도하고 한국·조선인 위령탑에 참배하였다.
2009년, 미치코 황후와 하와이 호놀룰루의 국립 태평양 기념묘지를 방문하여 묵념하였다.
2011년, 동일본 도호쿠 지방 대지진이 발생하자 이례적으로 영상을 찍어 국민에게 송출하는 한편 황후 미치코와 함께 각 지역별 대피소를 찾아 이재민들을 위로하였다.
2013년, 황후와 함께 즉위 후 처음으로 공식 일정이 아닌 개인적인 여행을 떠났으며 7월에는 후쿠시마현을 방문하였다.
2016년, 8월 8일, 생전에 황위를 장남인 나루히토 황태자에게 물려주겠다는 의사를 표명했다. 그러나 생전에 선위에 관한 규례는 황실 전범에 규정되어 있지 않고, 일본국 헌법에 위배되는 논란이 있었다. 이를 위해 아키히토는 선위를 할 수 있도록 황실 전범 개정을 추진했다.
한편, 아키히토의 양위 선언은 일본 극우파와 자유민주당 등 일본의 보수주의 세력이 천황을 일본국의 국가 원수로 하는 개헌을 추진하는 가운데, 이를 저지하기 위해 발표한 것이기 때문에 일본 내에서 논란이 있었다.
2017년 6월 9일에는 일본 참의원이 〈천황의 퇴위 등에 관한 황실 전범 특례법〉을 채택했으며, 6월 16일부터 공식 시행되었다.
이에 따라 아키히토는 모든 지위와 직무를 나루히토 황태자에게 물려주게 되었다. 아키히토의 생전 퇴위는 1817년에 퇴위한 고카쿠 천황 이후 202년 만이다. 아키히토의 퇴위 시기는 정령(政令)에 따라 법률이 채택된 시점에서 3년 이내로 명시되었다.

### 퇴위
2019년 4월 1일, 관방 장관인 스가 요시히데가 새로운 연호인 레이와(令和)를 발표하였다. 4월 30일, 나루히토 황태자에게 양위하고 물러나 상황(上皇)이 되었다.
아키히토의 생일인 12월 23일은 천황탄생일로 1989년부터 2019년까지 일본의 공휴일 중 하나였다. 나루히토가 즉위함으로써 2020년부터 공휴일에서 제외되고 2월 23일로 변경되었다.

## 백제 관련 언급
2001년 12월 18일, 아키히토는 68세 생일 기자 회견에서 다음해에 열리는 2002년 한일 월드컵 공동 개최와 관련하여 한국에 대해 역사적, 지리적인 관심이나 생각을 묻는 질문에 답변하면서 천황의 모계 혈통이 백제와 관련이 있다는 사실을 직접 언급했다. 아키히토 천황은 자신의 선조인 간무 천황의 어머니 다카노노 니가사(高野新笠)가 백제 무령왕의 10대손이라는 《속일본기》의 내용을 인용했다.
| “ | 일본과 한국 사람들 사이에는 옛날부터 깊은 교류가 있었다고 《일본서기》 등에 자세히 적혀 있습니다. 한국으로부터 이주해 온 사람들과 초빙되어 온 사람들에 의해 다양한 문화와 기술이 전해졌습니다. 궁내청 악부(樂部)의 악사들 중에는 당시 이주해온 사람의 자손 중 대대로 악사 일에 종사하며 지금도 때때로 아악을 연주하고 있는 사람이 있습니다. 이러한 문화와 기술이 일본 사람들의 열의와 한국 사람들의 우호적 태도에 의해 일본으로 전해졌다는 것은 다행스러운 일이라고 생각합니다. 이후 일본의 발전에 크게 기여했다고 생각하고 있습니다. 나 개인적으로는 간무 천황(桓武天皇)의 생모가 백제 무령왕의 자손이라고 《속일본기》에 기록되어 있는 점에서 한국과 인연을 느끼고 있습니다. 무령왕은 일본과 관계가 깊고, 이후 일본에 오경박사가 대대로 초빙되었습니다. 무령왕의 아들 성명왕(성왕)은 일본에 불교를 전파한 것으로 알려져 있습니다. 그러나 안타깝게도 한국과의 교류는 이런 교류만 있던것은 아니었습니다. 이 점을 우리는 잊어서는 안된다고 생각합니다. | ” |
|   | — 2001년 12월 18일 기자 회견 |   |

이와 관련하여 역사 연구자들은 일찍이 2001년 기자회견 직후부터 아키히토 천황의 발언이 천황 가문 백제 유래설로 바로 연결되지 않음을 지적해온 바 있다.
김현구 당시 고려대학교 교수는 현재 천황 가문이 백제에서 유래되지 않았나 하는 의문이 일반인들 사이에서는 적잖이 회자되어 왔지만 확증은 없고 사료를 자의적으로 해석한 견해들이어서 역사 연구자 입장에서는 학문적인 성과로 받아들이기 어렵다고 보았다.
그리고 아키히토 천황의 발언이 일본의 역사 인식의 발전을 보여주는 것이면서도 잘못하면 일선동조론, 즉 한국과 일본의 조상이 같다는 학설로 비화될 수 있다는 우려도 있었다. 애초에 간무 천황의 어머니가 무령왕의 후손이라는 『속일본기』의 기록 자체에 의문이 제기되기도 하였다.
2005~2006년 <인터넷 시민의신문(ngotimes.net)>에 <한국사 바로읽기 연중기획>이라는 연재를 진행한 이근우 부경대 교수는 18회 <일본 천황가는 백제의 후예인가?>라는 제목의 글에서 그와 같은 내용을 정리하여 게재하였다.

## 과학 연구
어류 학자로도 알려져 있으며 망둑어과의 분류 연구자이기도 하다. 일본 어류학회의 회원으로 스스로 연구하여 2018년까지 28편의 논문을 어류 학회지에 발표하였다.
1992년에는 《사이언스》에 '일본 과학의 조기 개척자들(Early cultivators of science in Japan)'이라는 글을 기고했다.
2000년과 2008년, 2016년에는 《gene》에 제1 저자로 논문을 게재하였다.
1998년 영국 런던왕립학회로부터 찰스 2세 메달을 수여받았다. 오랜 기간에 걸쳐 망둑어과 연구에 공헌한 점을 기려 Platygobiopsis akihito 와 Exyrias akihito 등을 비롯해 새로 발견된 망둑어과의 분류명이 아키히토 속(属)으로 명명되었다.

## 주요 발언
1990년 11월 12일 즉위식
- 앞서 일본국 헌법 및 황실 전범에 정해진 바에 의해 황위를 계승을 하였습니다만,
이제 즉위의 예를 거행하여 즉위를 국내외에 선언합니다.
이제와서 새삼스레 아버님이 60여년에 걸친 재위 기간 동안
어떠한 때에도 국민과 고락을 함께하셨던 그 마음을 떠올리며 늘 국민의 행복을 기원하고,
일본국 헌법을 준수하며, 일본국 및 일본 국민통합의 상징으로서 임무를 다 할 것을 맹세하고,
국민의 지혜와 끊임없는 노력에 의해 우리나라가 한층 더 발전을 이룩하여
국제사회에 우호와 평화, 인류의 복지와 번영에 기여하기를 간절히 희망합니다.

2001년 12월 18일 생일 기자회견
- 나 개인적으로는 간무 천황의 생모가 백제 무령왕의 자손이라고 《속일본기》에 기록되어 있는 점에서
한국과 인연을 느끼고 있습니다.

2003년 12월 18일 생일 기자회견
- 시마즈씨(島津氏)의 피를 물려 받은 나에게 있어서 오키나와 역사의 매듭을 풀어나간다는 것은 가슴 아픈 일이었습니다.
하지만 이렇게 해야만 오키나와를 깊히 이해하고, 오키나와 주민 여러분의 마음을 헤아릴 수 있을 것이라 여기고
노력해 왔습니다. 오키나와의 여러분께 이러한 마음이 조금이나마 힘이 되었으면 합니다.

※ 아키히토 천황의 외할머니는 시마즈 가문의 시마즈 다다요시의 딸인 지카코이며,
　시마즈 가문을 번주로 하는 사쓰마번은 에도 시대에 류큐 침공에 앞장서며
　현재의 오키나와현에 해당하는 류큐 왕국을 실질적으로 지배한 역사가 있다.

2004년 10월 28일 가을 원유회에서
- Q : 도쿄도 교육위원인 요네나가 쿠니오(米長邦雄)가
　  '일본 전국에 있는 학교에 일장기를 게양하고 기미가요를 부르게 하는 것이 나의 일입니다.'라고 한 발언에 대해
　  어떻게 생각하십니까?
- A : 역시 강제성을 띄지 않는 것이 바람직합니다.

2006년 6월 6일 싱가포르 · 태국 방문 전 기자회견에서 재일 외국인 보도협회 대표의 질문
- Q : 교육기본법 개정과 관련하여 애국심을 표현하는 것이
　  제2차 세계대전 이전의 국가주의적인 교육으로 전환될 가능성도 있다고 생각하십니까?
- A : 일본은 쇼와 초기부터 쇼와 20년(1945년)까지 평화로웠던 시기가 거의 없었습니다.
　  일본인 개개인에 있어, 또한 일본인이 전세계의 사람들과 교류하는 과정에서
　  이러한 과거의 역사를 그 다음 세대와 함께 올바르게 이해하려고 노력하는 것은 매우 중요한 일이라고 생각합니다.
　  지금까지 일본 교육의 본질에 대해 관계자들과이 충분한 의논을 거쳐
　  일본인이 자신의 나라와 국민을 소중하게 여기면서 전세계인들과의 행복하게 성장하기를 마음을 모아 바랍니다.
- A : 제2차 세계 대전에 앞서 이 시기의 정치인들이나 국민들이 자유롭게 발언한다는 것이 얼마나 어려운 일이었을까 생각합니다.
　  이 시대의 일들을 많은 일본인들이 마음 속에 담아두고 이런 시대가 두번 다시 오지 않도록
　  이제부터 일본만의 길을 개척해 나아갈 것을 믿고 있습니다.

2009년 11월 11일 재위 20주년 기자회견
- 오늘날의 세계는 결코 평화롭다고 할 수 없습니다.
좋은 면을 말해보자면,
세상이 점점 투명화되어 많은 사람들이 서로 사실 관계를 공유하는 것이 가능해졌다는 것입니다.
북한에 의한 일본인 납치문제도 그 당시에는 지금과 달리 일본인들은 납치 사실을 인지하지 못했습니다.
때문에 납치 사건이 계속하여 일어났고 많은 피해자가 발생한 점은 이루 말할 수 없이 유감입니다.
피해 가족들이 얼마나 고통스러웠을까 하는 생각이 듭니다.

2013년 12월 23일 생일 기자회견
- 전쟁 이후, 연합국 최고사령관 사령부 통치하의 일본에서는 평화와 민주주의를 지켜야 할 소중한 것으로 여겨
일본국 헌법을 제정하고, 여러 가지 개혁을 시행하여 오늘날의 일본을 구축했습니다.
전쟁으로 황폐해진 국토를 재건하고 개선해 나가기 위해
당시 우리나라의 수많은 사람들이 기울인 노력에 대해 깊은 감사의 마음을 표합니다.
또한 당시 지일파 미국인의 협력도 잊어서는 안된다고 생각합니다.

- 천황이라는 자리는 고독하기도 하지만,
나는 결혼을 통해 내가 소중히 여기는 것들을 함께 소중하게 생각해주는 반려자를 얻었습니다.
황후가 항상 나의 입장을 존중해 주고 내게 다가와 준 것에 마음에 평온함을 느끼며,
지금까지 천황의 역할을 다하기 위해 노력해왔던 점들을 생각해보니 행복했었다고 생각합니다.

2018년 12월 20일 생일 기자회견
- 내년 4월이면 결혼 60주년이 됩니다.
결혼 이후 황후는 항상 나와 보조를 맞추고, 나의 생각을 이해해주고, 나의 입장과 임무를 지지해 주었습니다.
또한 쇼와 천황을 비롯하여 나와 맺어진 사람들을 소중히 여기며 깊은 사랑으로 3명의 자녀를 길렀습니다.
돌이켜보면 나는 성인이 되어 인생의 첫발을 내디딘 후, 지금의 황후를 만나 깊은 신뢰하에 동반자가 되었고
이 반려자와 함께 지금까지 여행을 계속해 왔습니다.
천황으로서의 여행을 끝내고자 하는 지금,
나는 그동안 상징적 천황으로서의 나의 입장을 받아들이고 나를 계속 성원해 준 많은 국민에게 진심으로 감사하며,
스스로도 국민의 한 사람인 황후가 나의 인생 여행에 함께하면서 60년이라는 긴 세월 동안
황실과 국민에 대해 헌신과 정성을 다한 점에 진심으로 노고를 치하하며 위로하고 싶습니다.

2019년 4월 30일 퇴위식
- 오늘을 기하여 천황으로서의 임무를 마치게 되었습니다.
지금 국민을 대표해서 아베 총리의 말에 깊은 사의를 표합니다.
즉위로부터 30년, 지금까지 국민 여러분에 대한 깊은 신뢰와 경애하는 마음을 갖고
천황으로서의 임무를 완수하게 되어 행복합니다.
상징적 천황으로서의 저를 받아들이고 지지해 준 국민들께 진심으로 감사드립니다.
내일부터 시작되는 새로운 레이와 시대에는 평화롭고 많은 결실이 맺어지기를
황후와 함께 진심으로 기원하며 더불어 우리나라와 세계 모든 이들의 안녕과 행복을 빕니다.

## 가족 관계

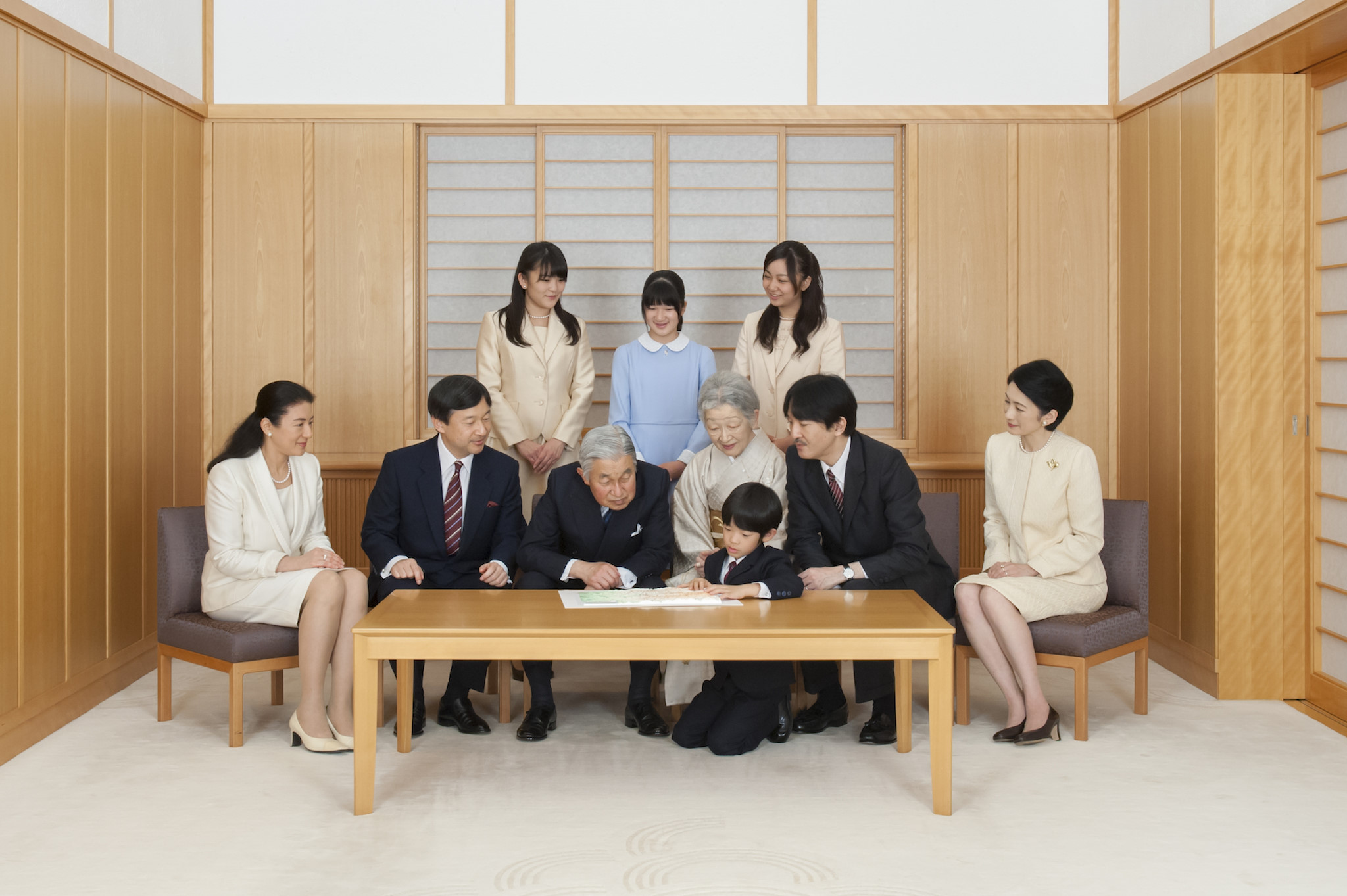
노년의 아키히토 부부 일가의 모습 (2013년 11월)

| 상황후 | 사진 | 이름          | 출생                   | 사망 | 비고                                                                                                   |
| 상황후 |      | 미치코 美智子 | 1934년 10월 20일(90세) | 생존 | - 본명 : 쇼다 미치코(正田美智子) - 쇼다 히데사부로와 후미코의 장녀 - 1959년 4월 10일 결혼 (66년 121일) |

| -    | 사진 | 이름                                        | 출생                   | 사망 | 기타                                               |
| ---- | ---- | ------------------------------------------- | ---------------------- | ---- | -------------------------------------------------- |
| 장남 |      | 나루히토 천황 徳仁                          | 1960년 2월 23일(65세)  | 생존 | - 제126대 천황 - 오와다 마사코와 결혼 - 자녀 : 1녀 |
| 차남 |      | 아키시노노미야 후미히토 친왕 秋篠宮文仁親王 | 1965년 11월 30일(59세) | 생존 | - 가와시마 기코와 결혼 - 자녀 : 1남 2녀            |
| 장녀 |      | 구로다 사야코 黒田清子                      | 1969년 4월 18일(56세)  | 생존 | - 구로다 요시키와 결혼 - 자녀 없음                 |

## 계보
|                       |                       |                       |                       |                       |                       |  |  |               |               |               |               |               |               |  |  |               |               |               |               |               |               |  |  |               |               |               |               |               |               |  |  |               |               |               |               |               |               |  |  |  |  |  |  |  |  |  |  |  |  |  |  |  |  |  |  |  |  |  |  |  |  |  |  |  |  |  |  |  |  |  |  |
| 제122대 메이지 천황   |                       |                       |                       |                       |                       |  |  |               |               |               |               |               |               |  |  |               |               |               |               |               |               |  |  |               |               |               |               |               |               |  |  |               |               |               |               |               |               |  |  |  |  |  |  |  |  |  |  |  |  |  |  |  |  |  |  |  |  |  |  |  |  |  |  |  |  |  |  |  |  |  |  |
|                       |                       |                       |                       |                       |                       |  |  |               |               |               |               |               |               |  |  |               |               |               |               |               |               |  |  |               |               |               |               |               |               |  |  |               |               |               |               |               |               |  |  |  |  |  |  |  |  |  |  |  |  |  |  |  |  |  |  |  |  |  |  |  |  |  |  |  |  |  |  |  |  |  |  |
| 제123대 다이쇼 천황   |                       |                       |                       |                       |                       |  |  |               |               |               |               |               |               |  |  |               |               |               |               |               |               |  |  |               |               |               |               |               |               |  |  |               |               |               |               |               |               |  |  |  |  |  |  |  |  |  |  |  |  |  |  |  |  |  |  |  |  |  |  |  |  |  |  |  |  |  |  |  |  |  |  |
|                       |                       |                       |                       |                       |                       |  |  |               |               |               |               |               |               |  |  |               |               |               |               |               |               |  |  |               |               |               |               |               |               |  |  |               |               |               |               |               |               |  |  |  |  |  |  |  |  |  |  |  |  |  |  |  |  |  |  |  |  |  |  |  |  |  |  |  |  |  |  |  |  |  |  |
|                       |                       |                       |                       |                       |                       |  |  |               |               |               |               |               |               |  |  |               |               |               |               |               |               |  |  |               |               |               |               |               |               |  |  |               |               |               |               |               |               |  |  |  |  |  |  |  |  |  |  |  |  |  |  |  |  |  |  |  |  |  |  |  |  |  |  |  |  |  |  |  |  |  |  |
| 제124대 쇼와 천황     | 제124대 쇼와 천황     | 제124대 쇼와 천황     | 제124대 쇼와 천황     | 제124대 쇼와 천황     | 제124대 쇼와 천황     |  |  | 야스히토 친왕 | 야스히토 친왕 | 야스히토 친왕 | 야스히토 친왕 | 야스히토 친왕 | 야스히토 친왕 |  |  | 노부히토 친왕 | 노부히토 친왕 | 노부히토 친왕 | 노부히토 친왕 | 노부히토 친왕 | 노부히토 친왕 |  |  | 다카히토 친왕 | 다카히토 친왕 | 다카히토 친왕 | 다카히토 친왕 | 다카히토 친왕 | 다카히토 친왕 |  |  |               |               |               |               |               |               |  |  |  |  |  |  |  |  |  |  |  |  |  |  |  |  |  |  |  |  |  |  |  |  |  |  |  |  |  |  |  |  |  |  |
| 제124대 쇼와 천황     | 제124대 쇼와 천황     | 제124대 쇼와 천황     | 제124대 쇼와 천황     | 제124대 쇼와 천황     | 제124대 쇼와 천황     |  |  | 야스히토 친왕 | 야스히토 친왕 | 야스히토 친왕 | 야스히토 친왕 | 야스히토 친왕 | 야스히토 친왕 |  |  | 노부히토 친왕 | 노부히토 친왕 | 노부히토 친왕 | 노부히토 친왕 | 노부히토 친왕 | 노부히토 친왕 |  |  | 다카히토 친왕 | 다카히토 친왕 | 다카히토 친왕 | 다카히토 친왕 | 다카히토 친왕 | 다카히토 친왕 |  |  |               |               |               |               |               |               |  |  |  |  |  |  |  |  |  |  |  |  |  |  |  |  |  |  |  |  |  |  |  |  |  |  |  |  |  |  |  |  |  |  |
|                       |                       |                       |                       |                       |                       |  |  |               |               |               |               |               |               |  |  |               |               |               |               |               |               |  |  |               |               |               |               |               |               |  |  |               |               |               |               |               |               |  |  |  |  |  |  |  |  |  |  |  |  |  |  |  |  |  |  |  |  |  |  |  |  |  |  |  |  |  |  |  |  |  |  |
| 제125대 상황 아키히토 | 제125대 상황 아키히토 | 제125대 상황 아키히토 | 제125대 상황 아키히토 | 제125대 상황 아키히토 | 제125대 상황 아키히토 |  |  | 마사히토 친왕 | 마사히토 친왕 | 마사히토 친왕 | 마사히토 친왕 | 마사히토 친왕 | 마사히토 친왕 |  |  | 도모히토 친왕 | 도모히토 친왕 | 도모히토 친왕 | 도모히토 친왕 | 도모히토 친왕 | 도모히토 친왕 |  |  | 요시히토 친왕 | 요시히토 친왕 | 요시히토 친왕 | 요시히토 친왕 | 요시히토 친왕 | 요시히토 친왕 |  |  | 노리히토 친왕 | 노리히토 친왕 | 노리히토 친왕 | 노리히토 친왕 | 노리히토 친왕 | 노리히토 친왕 |  |  |  |  |  |  |  |  |  |  |  |  |  |  |  |  |  |  |  |  |  |  |  |  |  |  |  |  |  |  |  |  |  |  |
| 제125대 상황 아키히토 | 제125대 상황 아키히토 | 제125대 상황 아키히토 | 제125대 상황 아키히토 | 제125대 상황 아키히토 | 제125대 상황 아키히토 |  |  | 마사히토 친왕 | 마사히토 친왕 | 마사히토 친왕 | 마사히토 친왕 | 마사히토 친왕 | 마사히토 친왕 |  |  | 도모히토 친왕 | 도모히토 친왕 | 도모히토 친왕 | 도모히토 친왕 | 도모히토 친왕 | 도모히토 친왕 |  |  | 요시히토 친왕 | 요시히토 친왕 | 요시히토 친왕 | 요시히토 친왕 | 요시히토 친왕 | 요시히토 친왕 |  |  | 노리히토 친왕 | 노리히토 친왕 | 노리히토 친왕 | 노리히토 친왕 | 노리히토 친왕 | 노리히토 친왕 |  |  |  |  |  |  |  |  |  |  |  |  |  |  |  |  |  |  |  |  |  |  |  |  |  |  |  |  |  |  |  |  |  |  |
|                       |                       |                       |                       |                       |                       |  |  |               |               |               |               |               |               |  |  |               |               |               |               |               |               |  |  |               |               |               |               |               |               |  |  |               |               |               |               |               |               |  |  |  |  |  |  |  |  |  |  |  |  |  |  |  |  |  |  |  |  |  |  |  |  |  |  |  |  |  |  |  |  |  |  |
| 제126대 나루히토 천황 | 제126대 나루히토 천황 | 제126대 나루히토 천황 | 제126대 나루히토 천황 | 제126대 나루히토 천황 | 제126대 나루히토 천황 |  |  | 후미히토 친왕 | 후미히토 친왕 | 후미히토 친왕 | 후미히토 친왕 | 후미히토 친왕 | 후미히토 친왕 |  |  |               |               |               |               |               |               |  |  |               |               |               |               |               |               |  |  |               |               |               |               |               |               |  |  |  |  |  |  |  |  |  |  |  |  |  |  |  |  |  |  |  |  |  |  |  |  |  |  |  |  |  |  |  |  |  |  |
| 제126대 나루히토 천황 | 제126대 나루히토 천황 | 제126대 나루히토 천황 | 제126대 나루히토 천황 | 제126대 나루히토 천황 | 제126대 나루히토 천황 |  |  | 후미히토 친왕 | 후미히토 친왕 | 후미히토 친왕 | 후미히토 친왕 | 후미히토 친왕 | 후미히토 친왕 |  |  |               |               |               |               |               |               |  |  |               |               |               |               |               |               |  |  |               |               |               |               |               |               |  |  |  |  |  |  |  |  |  |  |  |  |  |  |  |  |  |  |  |  |  |  |  |  |  |  |  |  |  |  |  |  |  |  |
|                       |                       |                       |                       |                       |                       |  |  | 히사히토 친왕 |               |               |               |               |               |  |  |               |               |               |               |               |               |  |  |               |               |               |               |               |               |  |  |               |               |               |               |               |               |  |  |  |  |  |  |  |  |  |  |  |  |  |  |  |  |  |  |  |  |  |  |  |  |  |  |  |  |  |  |  |  |  |  |

## 사진 및 동영상

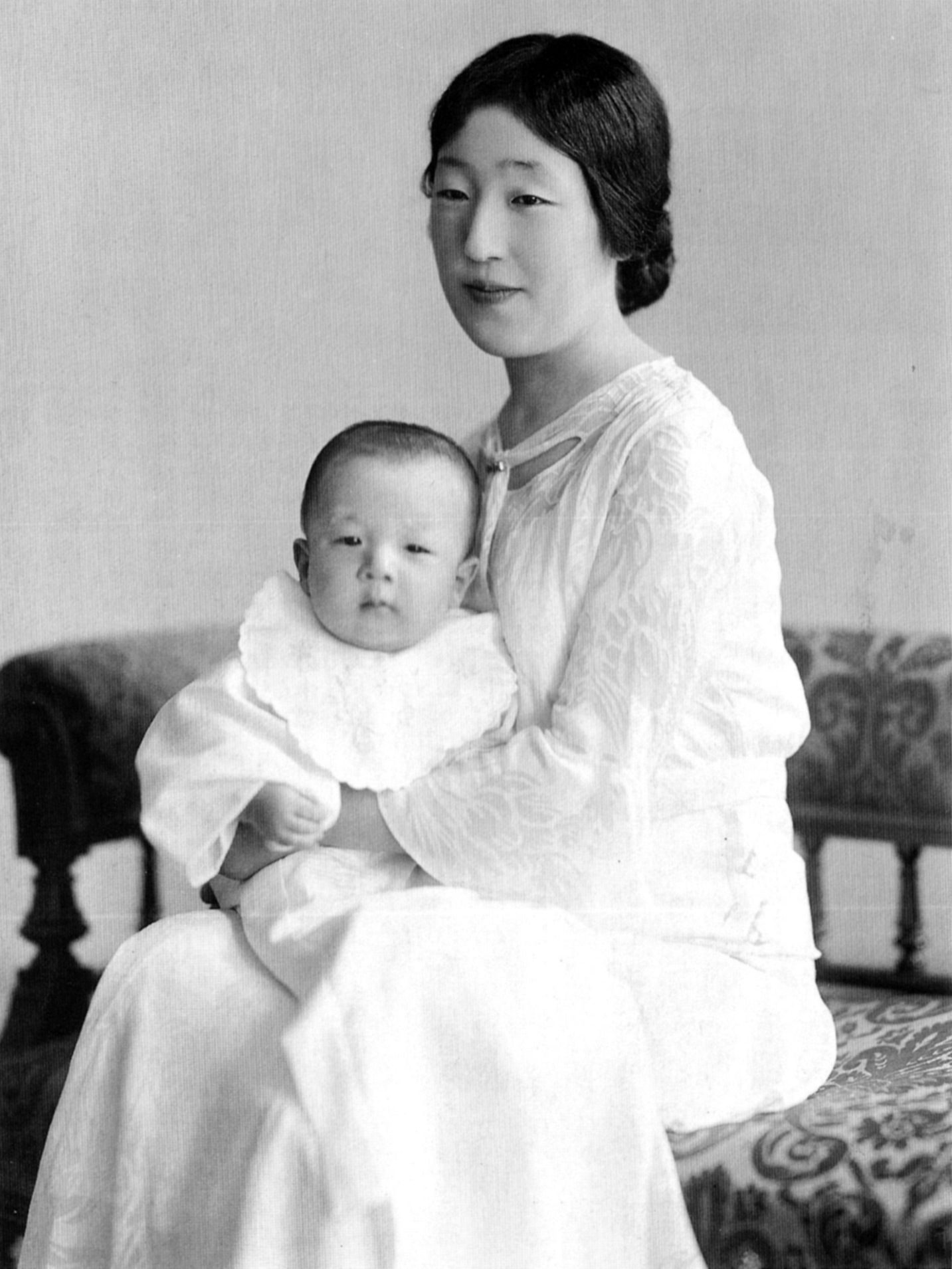
고준 황후와 아키히토 친왕 (1934년)
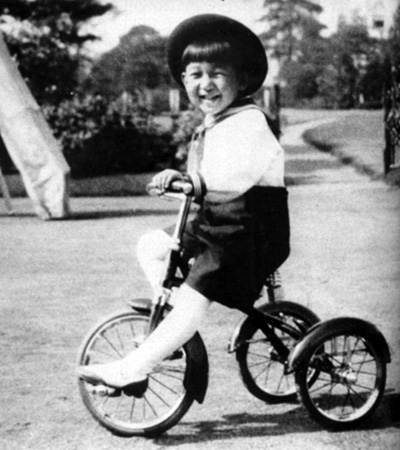
세발 자전거를 타고 있는 아키히토 친왕 (1938년)
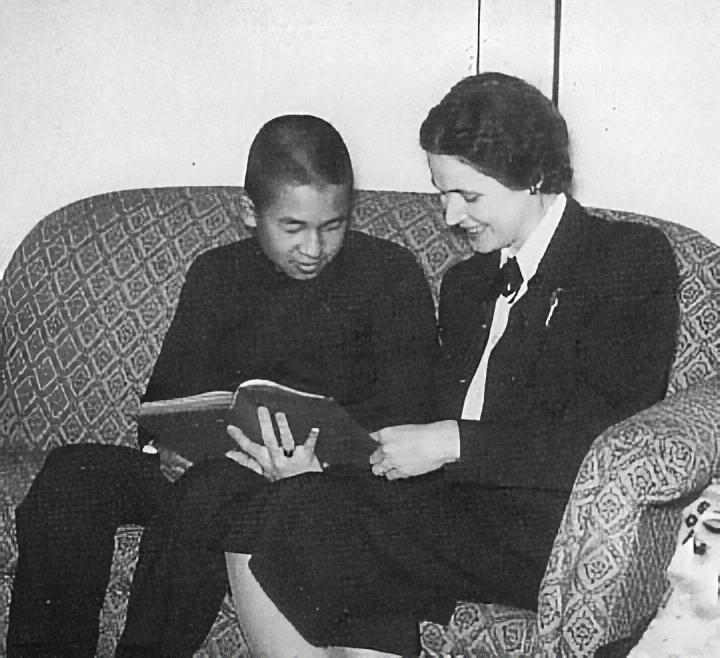
아키히토 친왕과 그의 미국인 가정교사인 엘리자베스 그레이 바이닝 (1949년)
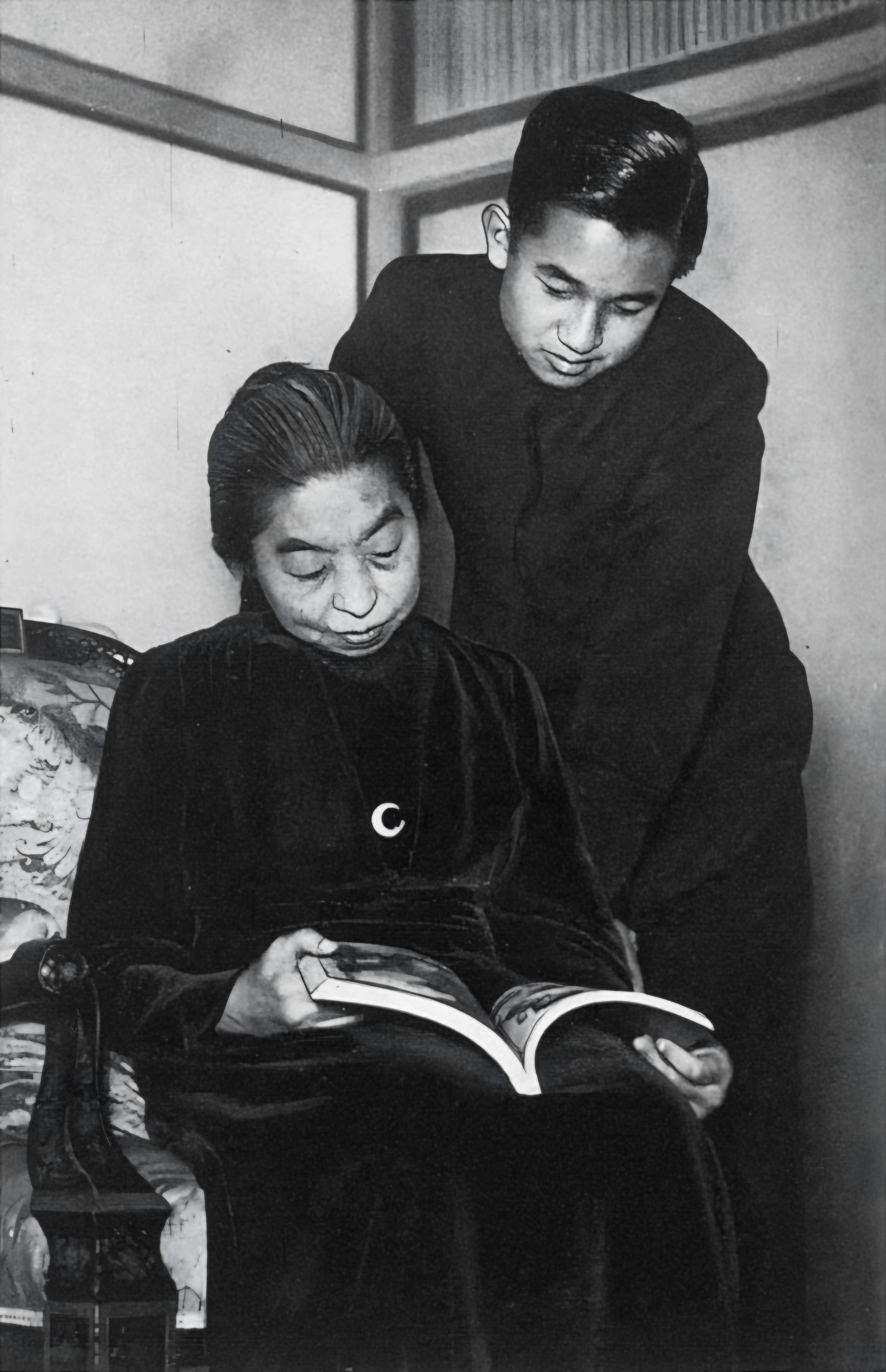
할머니 데이메이 황후와 함께 (1949년)
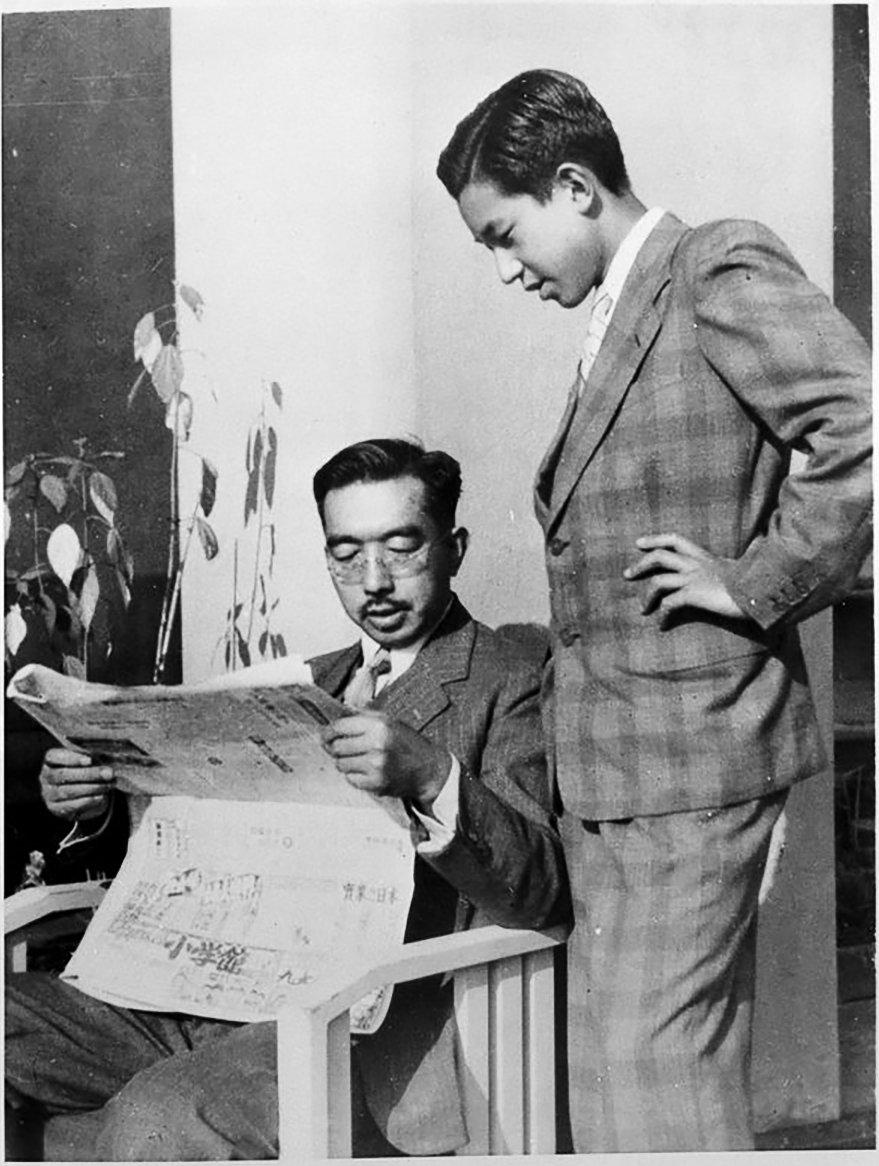
아버지 쇼와 천황과 함께 (1952년)
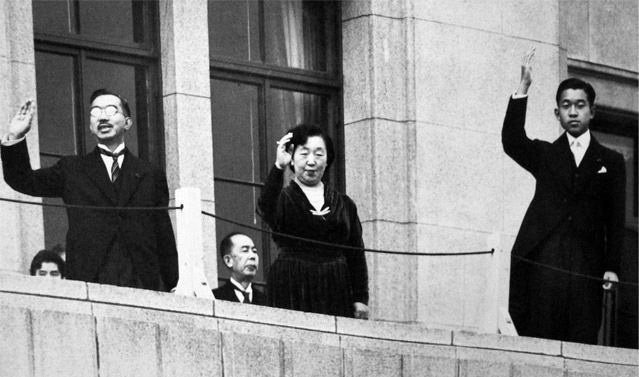
시민들로부터 환영을 받고 있는 히로히토 천황과 고준 황후, 아키히토 황태자 (1952년 11월 10일)
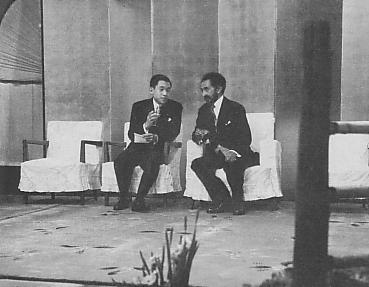
아키히토 황태자와 하일레 셀라시에 1세 에티오피아 황제 (1956년 11월)
요요 마의 첼로 연주를 듣고 있는 로널드 레이건 미국 대통령의 부인과 아키히토 황태자 (1987년)
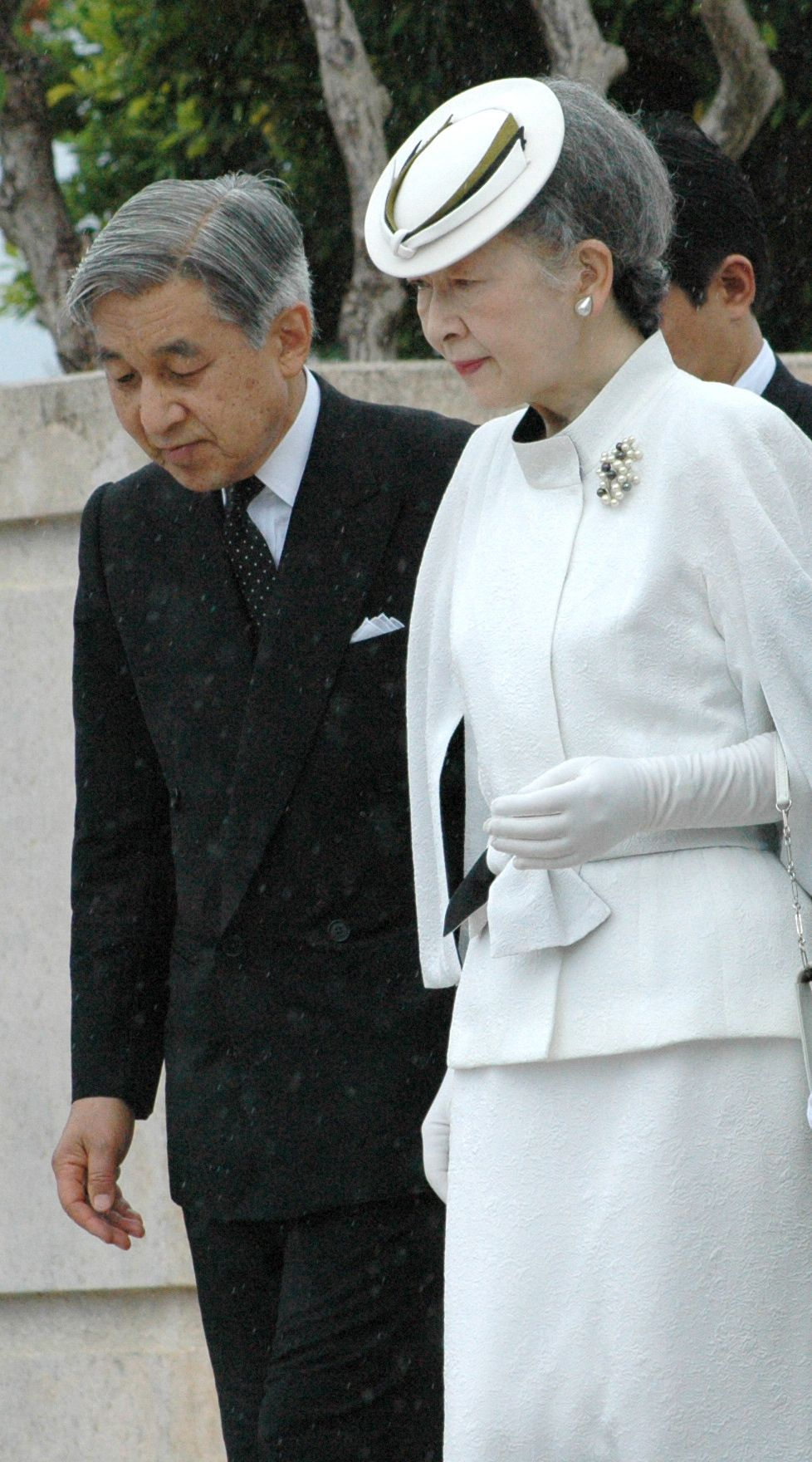
사이판섬을 방문한 아키히토 천황과 미치코 황후 (2005년 6월 28일)
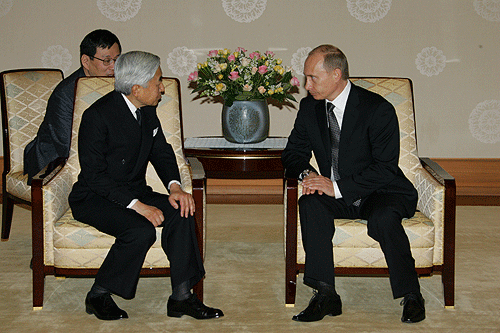
아키히토 천황과 블라디미르 푸틴 러시아 대통령 (2005년 11월 22일)
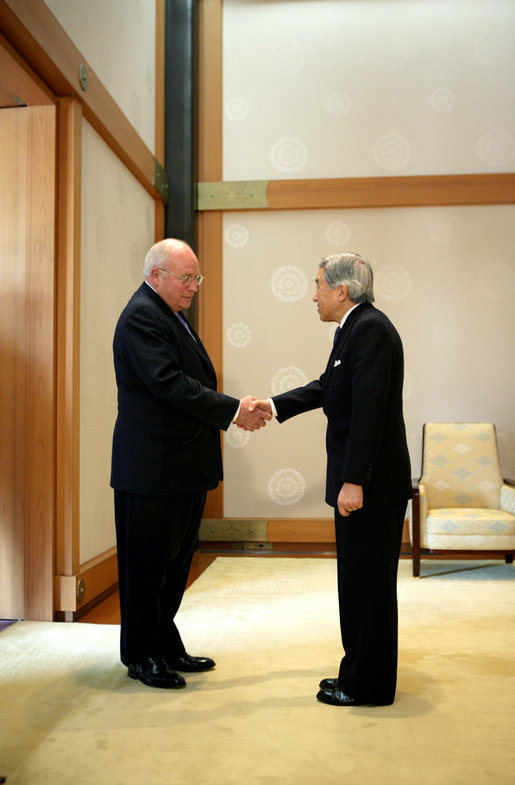
아키히토 천황과 딕 체니 미국 부통령 (2007년)
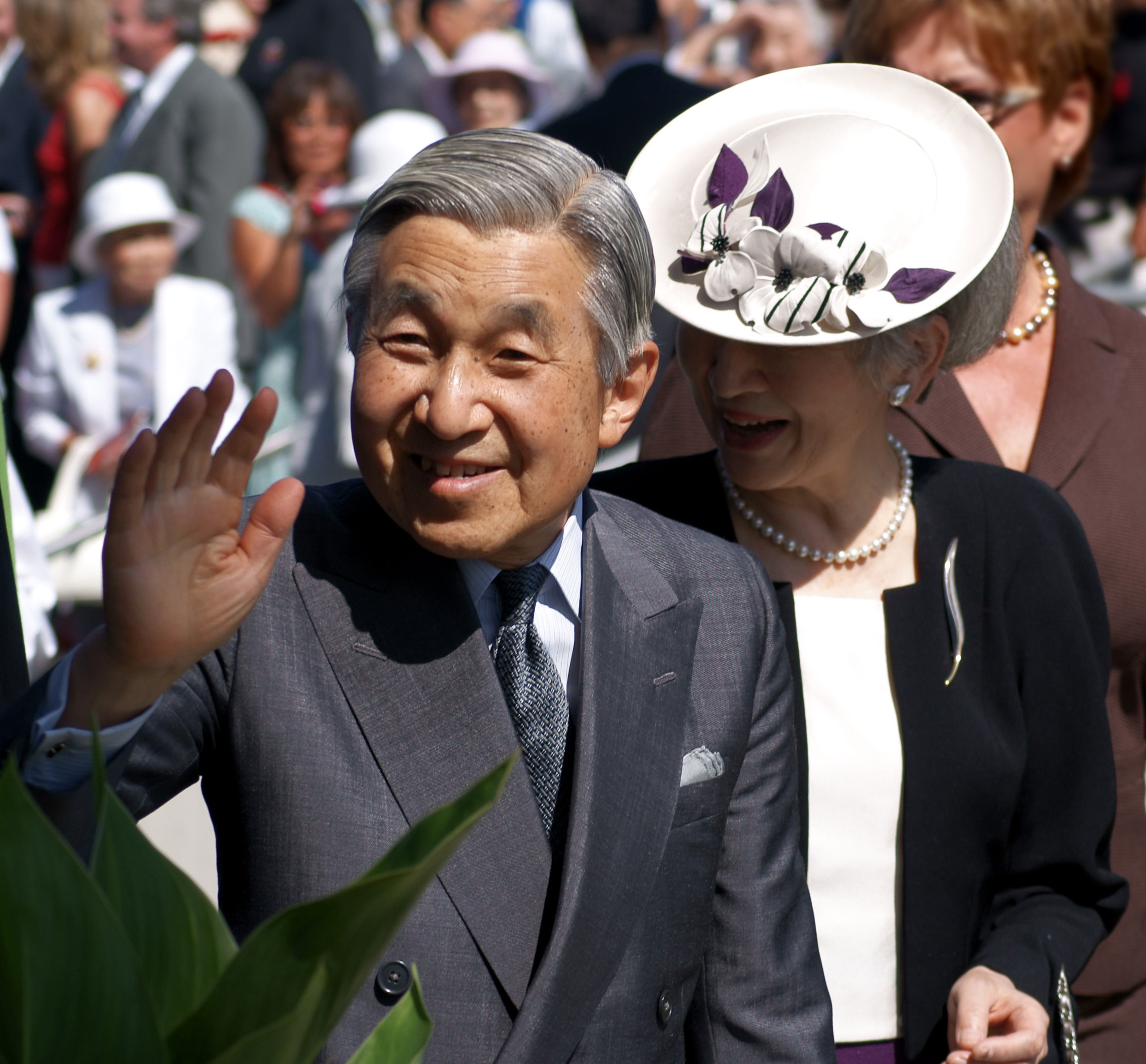
캐나다를 방문한 아키히토 천황 (2009년 7월 10일)
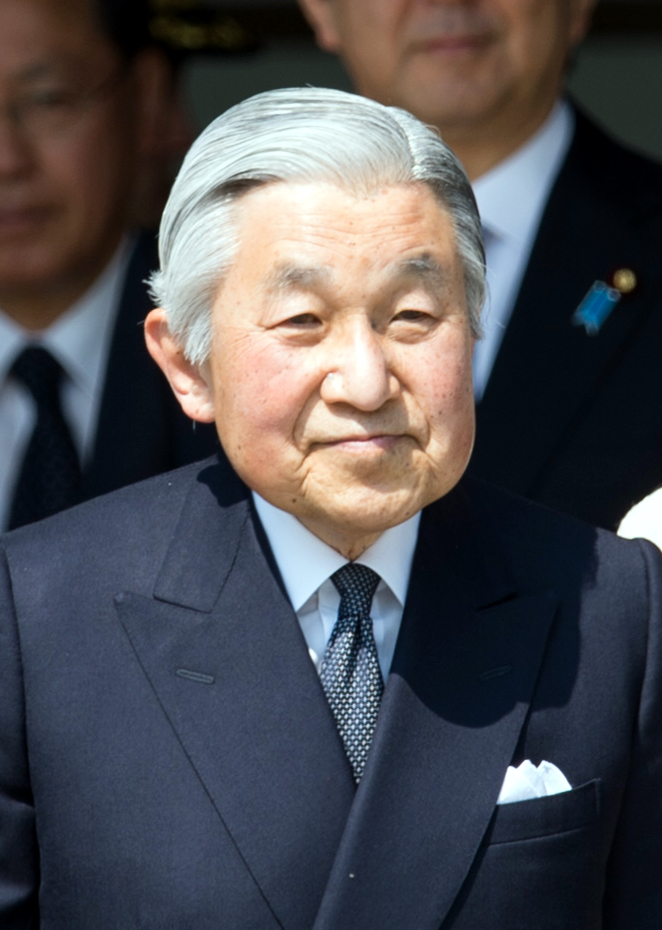
아키히토 천황의 새해 인사 (2010년)
- 2014년의 아키히토 천황

## 서훈

### 일본 국내
- - 대훈위 국화장경식
- - 훈일등욱일동화대수장
- - 서옥대수장
- - 문화훈장
- - 일본적십자사 특별사원
- - 일본적십자사 금색유공장

### 외국
| 국명              | 훈장명 |
| ----------------- | --- |
| 아프가니스탄      | 최고위 태양 훈장 |
| 오스트리아        | 오스트리아 공화국 공적훈장 대성장(Groß-Stern)                                                                             |
| 바레인            | 알할리파 훈장 경식 |
| 벨기에            | 레오폴드 훈장 대수장 |
| 보츠와나          | 대통령 훈장 |
| 브라질            | 남십자성 국가훈장 대경식                                                                                                  |
| 캄보디아          | 캄보디아 왕실 훈장 대십자장                                                                                               |
| 카메룬            | 무용훈장 대수장 |
| 칠레              | 공로훈장 대경식 |
| 콜롬비아          | 보야카 훈장 대경식 |
| 코트디부아르      | 코트디부아르 국가 훈장 대수장                                                                                             |
| 체코              | 흰사자 훈장 1급장경식 |
| 덴마크            | 코끼리 훈장 (1953년 8월 8일)                                                                                              |
| 이집트            | 나일 훈장 대경식 |
| 에스토니아        | Order of the Cross of Terra Mariana 경식                                                                                  |
| 에티오피아 제국   | 솔로몬 훈장 대경식 |
| 핀란드            | 핀란드 백장미 훈장 대십자장                                                                                               |
| 프랑스            | 레지옹 도뇌르 훈장 대십자장(Grand-Croix)                                                                                  |
| 감비아            | 감비아 공화국 훈장대사령관장(Grand Commander)                                                                             |
| 독일              | 독일연방공화국 공로장 특등대십자장                                                                                        |
| 그리스            | Order of the Redeemer 대십자장                                                                                            |
| 헝가리            | 헝가리 공화국 국기훈장, Grand Cross with Chain                                                                            |
| 아이슬란드        | 팔콘 대십자장 |
| 인도네시아        | Star of Adipurna, 1st Class                                                                                               |
| 아일랜드          | 더블린 자유도시 훈장 |
| 이탈리아          | 이탈리아 공화국 공로장 경식 대십자장                                                                                      |
| 요르단            | 알 후세인 빈 알리 훈장 경식                                                                                               |
| 카자흐스탄        | 황금 독수리 훈장 |
| 케냐              | Order of the Golden Heart of Kenya                                                                                        |
| 쿠웨이트          | 무바라크 대왕 훈장 |
| 라트비아          | 3성훈장, Commander Grand Cross with Chain                                                                                 |
| 라이베리아        | Order of the Star of Africa Knight Grand Band Order of the Pioneers of Liberia 대수장                                     |
| 리투아니아        | 비타우타스 대공 훈장 |
| 룩셈부르크        | 나사우 황금사자훈장 기사장                                                                                                |
| 말라위            | 말라위 사자 훈장 대사령관장                                                                                               |
| 말레이시아        | Honorary Recipient of the Order of the Crown of the Realm                                                                 |
| 말리              | 말리 국가훈장 대수장 |
| 멕시코            | 아즈텍 독수리 훈장 대수장                                                                                                 |
| 모로코            | 무하마드 훈장 대경식 |
| 네팔              | Order of Ojaswi Rajanya, Member (1960년 4월 19일) King Birendra Coronation Medal (1975년 2월 24일)                        |
| 네덜란드          | 네덜란드 사자훈장 대십자장                                                                                                |
| 나이지리아        | Order of the Federal Republic, Grand Commander                                                                            |
| 노르웨이          | 올라프 2세 경식 대십자장(Storkors)                                                                                        |
| 오만              | 오만 훈장 최고등급 |
| 파키스탄          | Nishan-e-Pakistan, 1st Class                                                                                              |
| 파나마            | Order of Manuel Amador Guerrero, Gold Collar                                                                              |
| 페루              | Order of the Sun, Grand Cross in Brilliants                                                                               |
| 필리핀            | Philippine Legion of Honor, Chief Commander 시카시나 훈장 그랜드 컬러 Order of Lakandula, Grand Collar                    |
| 폴란드            | Order Orła Białego |
| 포르투갈          | 검의 산티아고 군사 훈장 대경식 (1993년 12월 2일) 엔히크 항해왕자 훈장 대수장 (1998년 5월 12일)                            |
| 카타르            | Collar of Independence |
| 사우디아라비아    | en:Badr Chain |
| 세네갈            | Order of the Lion, Collar                                                                                                 |
| 남아프리카 공화국 | 희망봉 훈장 황금대십자장 (1995년 7월 4일)                                                                                 |
| 스페인            | 황금양모 기사단 기사장 카를로스 3세 훈장 대십자장 카를로스 3세 훈장 경식                                                  |
| 스웨덴            | 세라핌 훈장, 컬러 기사 |
| 태국              | 라차밋라폰 훈장 대 짜끄리 훈장 푸미폰 아둔야뎃 국왕 재위 60주년 기념메달                                                  |
| 우크라이나        | 야로슬라프 1세 무드리 훈장 1급                                                                                            |
| 아랍에미리트      | Collar of the Federation                                                                                                  |
| 영국              | 가터 훈장 외국인기사장 (기사단원번호 985, 1998년) 로열 빅토리아 훈장 (1953년) 엘리자베스 2세 대관식 메달 (1953년 6월 2일) |
| 유고슬라비아*     | Order of the Yugoslav Star                                                                                                |
| 자이르*           | National Order of the Leopard, Grand Cordon                                                                               |

## 같이 보기
- 쇼와 천황
- 고준 황후
- 미치코 황후
- 나루히토
- 마사코 황후